# Animal Systematics, Evolution and Diversity
Animal Systematics, Evolution and Diversity (Anim. Syst. Evol. Divers., ASED) – międzynarodowe, recenzowane czasopismo naukowe otwartego dostępu, publikujące w dziedzinie zoologii.
Czasopismo to zaczęło być wydawane przez Korean Society of Systematic Zoology w listopadzie 1985 roku pod nazwą Korean Journal of Systematic Zoology (KJSZ). Pod nazwą tą ukazywało się do listopada 2011 roku. W czasie tym opublikowało 799 artykułów naukowych w 27 tomach i 8 numerach specjalnych. 21 stycznia 2011 roku zarząd i redakcja pisma podjęły decyzję o jego internacjonalizacji i od stycznia 2012 roku wydawane jest ono pod nowym tytułem i obejmuje także zagadnienia z rejonów poza Półwyspem Koreańskim, publikując artykuły społeczności naukowych z różnych części Azji Wschodniej.
AESD ukazuje się raz na kwartał. Tematyką obejmuje wszystkie aspekty biologii ewolucyjnej, badań nad bioróżnorodnością i jej ochroną, koncentrując się jednak na pracach taksonomicznych jak opisy nowych taksonów, rewizje i przeglądy taksonomiczne, analizy filogenetyczne i z zakresu genetyki populacji, prace biogeograficzne i filogeograficzne oraz badania nad bioróżnorodnością Półwyspu Koreańskiego i jego okolic.
Impact factor pisma w 2012 roku wyniósł 0,122.